# Dominic Dim Deng

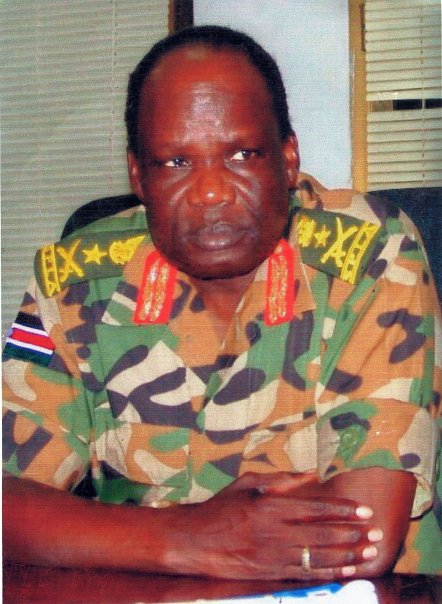
Dominic Dim Deng (2008)

Dominic Dim Deng (* 1. März 1950 in Adol, Warrap; † 2. Mai 2008 in der Region Guguerial) war ein südsudanesischer Generalleutnant und Politiker.
Er war Verteidigungsminister des Südsudan und kam bei einem Flugzeugabsturz ums Leben. Der Absturz war auf technische Fehler zurückzuführen, beide Triebwerke der Beechcraft 1900, die von der Southern Sudan Air Connection betrieben wurde, fielen aus.